# Некропола са стећцима Локве
Некропола са стећцима Локве (Бријег, Бунареви) у засеоку Забрђе у Горњој Битуњи национални је споменик Босне и Херцеговине. Налази се у општини Берковићи, на југу Републике Српске. Заштићено историјско подручје чини некропола са седам стећака.

## Положај и размештај
Битуња, која се дели се на Доњу и Горњу Битуњу или Забрђе. је сеоско насеље које је од Берковића удаљено око 19 км, а од Стоца око 12 км.
Археолошко подручје, смештено на локалитету  у засеоку Забрђе у Горњој Битуњи,које чине остаци  некрополе са седам стећака,  означено је као к.ч. 244/63, 471 и 476, поседовни лист број 13 (стари премер),  з.к. уложак број 3, к.ч. 472, поседовни лист број 31,  з.к. уложак Исказ I, к.ч. 473/1, з.к. уложак број 27, к.о. Битуња, општина Берковићи, Република Српска, Босна и Херцеговина.
Стећци Горње Битуње (Забрђа) ситуирани су на четири локалитета, позната под следећим називима:
- Локве,
- Поткук,
- Закук,
- Баба.

Од укупно 282 стећка, 62 су декорисана (22%).

## Заштита
Остатке некропола са стећцима Локве у Битуњи, као археолошко подручје Комисија за очување националних споменика, на основи члана V став 4. Анекса 8. Опшег оквирног споразума за мир у Босни и Херцеговини и члана 39. став 1. Пословника о раду Комисије за очување националних споменика, на седници одржаној од 11. до 17. септембра 2007. године прогласила је за национални споменик.
Изнад засеока се простире Кук, природна кречњачка громада која је коришћена као каменолом за израду стећкака на  оближњој некрополи.
Одлуком Комитета за светску баштину UNESCO-а од 15. јула 2016. године , Некропола са стећцима Поткук у Битуњи, општина Берковићи уписана је на Листу светске културне баштине UNESCO-а. Стећци Горње Битуње (Забрђа) налазе се на четири локације, познате под следећим називима: Локве, Поткук, Закук и Баба.

## Значај
На просторима на којима настају и развијају се некрополе са стећцима одраз су прожимања различитих културних утицаја које у времену 13. до 16. века налазимо на просторима Ррпублике Српске већином припадају латинском Западу али и византијском Истоку.
Већину њихових рељефа (који су упечатљиви аспект њихове појавности), ма колико били одмакнути од службених канона, ипак можемо читати посредством различитих саставница опште европске средњовековне културе (племићке, црквене и народне) односно романичке и посебно готичке уметности.
С друге стране, ова специфична култура дубоко је повезана са знатно ранијим, праисторијским, античким и раносредњовековним традицијама. Праисторијске и античке традиције се највише сагледавају у одабиру места где су постављени као и у појави одређених врста симболичких рељефа. Чињеница је да стећци већим делом означавају гробља на редове које у европској археологији пратимо од раног средњег века и периоде сеобе народа.

## Историја
Најстарији спомен средњовековних жупа Захумља налазимо у спису  Regnum Sclavorum попа Дукљанина,  у коме се у 30. глави спомиње девет хумских жупа.
Подручје Битуње је припадало средњовјековној жупи Дубрава која је граничила са жупама Дабар, Попово, Жаба, Лука и Вечерић. Жупа Дубраве се спомиње у дубровачком спису од 13. октобра 1285. године, а затим у више докумената из 1405, 1406, 1443, 1444. и 1449. године. Горња Битуња (Забрђе) се налази недалеко од југоисточне границе жупе.
Стећци Забрђа имају релативно дуг период трајања. Најстарији стећци припадају некрополама Локве и јужном и централном делу некрополе Поткук. Они су нешто нижи и слабије обрађени од осталих.
Сахрањивање се затим обављало у северном делу некрополе Поткук, а затим на некрополи Закук. Најмлађи, најквалитетније обрађени и богато декорирани стећци припадају некрополи Баба.
Распоред стећака  указује на то да је некропола била активна, у 14. и 15. веку.

## Опис добра
Некропола на локалитету које локално становништво зове Бунареви и Бријег, а у литератури се спомиње под именом Локве(7), је прва од четири некрополе на коју се долази идући путем ка засеоку Забрђу. 
На локалитету Локве које је развучено дуж косе која се пружа у правцу запад-исток. има само седам стећака (шест сандука и једна плоча). На локалитет се долази са запада. Даље пјешачки пут води поред некропола Поткук, Закук и Баба у Горњу Битуњу.
Стећци се простиру на простору дужине око 130 м. У непосредњој близини, око 12 м северно од некрополе, налази се ливада на којој има око 20 старих и нових бунара, који су сада запуштени. На југозападном крају некрополе је старо мезарје, а на североисточном крају је новије, активно мезарје.
Идући од запада ка истоку, прво лежи група од 2 стећка (бр.1 и 2). Око 100 м источно је сандук (бр. 3), а око 25 м од њега је плоча (бр.4). Најисточнија група је удаљена 4 м од плоче (бр. 5,6,7).
Стећак бр. 1 - је сандук, димензије 1,7x65 (0,6)x0,65 м.
Стећак бр. 2 - је сандук, димензија 1,6x0.7(0,65)x0,6 м.
Стећак бр. 3 - је сандук, димензија 1,53x0,85x0,6 м. Одломљен је на једном углу. На водоравној површини сандука у плитком рељефу је исклесан четвероугаони штит обрубљен тордираном врпцом. На штиту су 4 четвролисне розете. Преко штита је постављен мач.
Стећак бр. 4 - је плоча, неправилног  облика, димензија 1,3x0,9x0,3 м.
Стећак бр. 5 - је сандук,  димензија 1,3x0,63x0,5 м. Сандук је преваљен и делимично обијен.
Стећак бр. 6 - је сандук, димензија 1,6x0,8(0,66)x1.1 м. Сандук је преваљен и делимично обијен
Стећак бр. 7 - је сандук, димензија 1,65x0,8(0,7)x 1,1 м. Сандук је преваљен и делимично обијен.